# Csonggva
A csonggva (hangul: 정과, handzsa: 正果, RR: jeonggwa) egyfajta koreai hangva (hangwa), édesség. 

## Jellemzői
Gyümölcsöket és ehető gyökereket mézes vízben lassan dinsztelnek meg. A Csoszon (Joseon)-korban ez egyfajta konzerválási eljárás volt. Ma már cukorral és más édes sziruppal is készülhet.
A legalkalmasabb gyümölcsök a citrusfélék, a kínai birs (Pseudocydonia sinensis), a galagonya és a kajszibarack, melyek vagy cellulózban gazdagok, vagy a héjuk keményebb állagú, a gyökerek közül pedig gyakran használják a lótuszt, a gyömbért, a daikon retket, a sárgarépát, a ginzenget, a léggömbvirág (Platycodon grandiflorus) gyökerét (도라지, toradzsi (doraji)) és a nagy bojtorjánt (우엉, uong (ueong)). Sütőtök és egyéb tökfélék is használhatóak. A kész csonggva (jeonggwa) általában sötét színű, kivéve a lótuszgyökeret, amely vöröses, és a léggömbvirágot, ami sárgás színű lesz.